# 汪正
汪正（1443年—？），字惟中，直隸徽州府歙縣人，民籍。明朝政治人物。進士出身。

## 生平
應天府鄉試第三十四名。成化五年（1469年）乙丑科會試第一百二十一名，殿試登進士第三甲第三十名。

## 家族
曾祖父汪仕賢。祖父汪永義。父亲汪以聰。